# Heusden (Heusden-Zolder)
Heusden – dzielnica (deelgemeente) gminy Heusden-Zolder w Belgii, w Regionie Flamandzkim, w prowincji Limburgia, w okręgu Hasselt. 1 stycznia 2020 roku liczyła 16 492 mieszkańców. Do 31 grudnia 1976 samodzielna gmina. 

## Demografia
Liczba mieszkańców, stan na 1 stycznia:
| Rok                | 1930 | 1961   | 2020   |
| ------------------ | ---- | ------ | ------ |
| Liczba mieszkańców | 3811 | 10 356 | 16 492 |